# Осадная монета
Осадные монеты — разновидность чрезвычайных денег, выпускавшихся в городах (крепостях) во время их осады (блокады) и служили в качестве средства платежа, в основном для обеспечения войск.
Осадные монеты часто имели плохое качество чеканки, а из-за дефицита металла могли изготавливаться из материала, не приспособленного для монет (кожа, картон и так далее).
Например, во время осады Юлиха в 1610 году комендант крепости Йоганн фон Ройшенберг цу Овербах отчеканил «монеты» номиналом от 1 до 10 гульденов на обломках серебряной посуды. Аналогичным образом поступили во время осады Кольберга 1807 года, где комендатура выпустила деньги на кусках картона со штемпелем номиналом в 2, 4 и 8 грошей.